# Jody Hice
Jody Brownlow Hice, né le 22 avril 1960 à Atlanta, est un homme politique américain, représentant républicain de Géorgie à la Chambre des représentants des États-Unis de 2015 à 2023. Il a été pasteur chrétien baptiste jusqu’en 2013.

## Biographie
Il a étudié à l'Université Asbury de Wilmore (Kentucky), en Californie, et a obtenu un Bachelor of Arts en 1982, puis il a étudié en théologie au Séminaire théologique baptiste du Sud-Ouest à Fort Worth, Texas et a obtenu un master (Master of Divinity). Il a également étudié au Séminaire Luther Rice à Atlanta, Géorgie et a obtenu un doctorat en Ministère.

### Ministère
En 1998, il est devenu pasteur principal de la Première église baptiste de Bethléem à Bethlehem (Géorgie), jusqu'en avril 2010 . En 2002, il est devenu présentateur de Let Freedom Ring, un talk-show à la radio sur la foi. En 2004, il est devenu premier vice-président de la Convention baptiste de Géorgie jusqu’en 2005 et professeur de prédication au Séminaire Luther Rice. En 2011, il est devenu pasteur principal à la Summit Church à Loganville (Géorgie), une église de la Southern Baptist Convention, jusqu’en 2013, date à laquelle il a démissionné pour se présenter aux élections.

## Carrière politique
Il se présente en 2010 à la Chambre des représentants des États-Unis, mais échoue à obtenir l'investiture républicaine. Espérant succéder au républicain John Linder (en) dans le 7e district de Géorgie, il est battu au second tour de la primaire républicaine par le directeur de cabinet de celui-ci, Rob Woodall, qui rassemble 56 % des voix.
Il est à nouveau candidat lors des élections de 2014 dans le 10e district de Géorgie. Le district se trouve dans le nord-est de l'État et inclut les villes d'Athens, Augusta, Evans, Toccoa et Watkinsville. Jody Hice arrive en tête de la primaire républicaine avec 33,5 % des voix contre 33 % pour l'homme d'affaires Mike Collins. Soutenu par le représentant sortant Paul Broun (en), il remporte le second tour de la primaire et devient le favori dans ce district conservateur. Il est élu représentant avec 66,5 % des voix face au démocrate Ken Dious.
Candidat à sa réélection en 2016, il ne rencontre pas d'opposant lors de la primaire républicaine.
Le 22 mars 2021, il annonce sa candidature au poste de secrétaire d'État de Géorgie contre le sortant républicain Brad Raffensperger, connu pour avoir refusé de prendre part aux tentatives de renversement des résultats de l'élection présidentielle de 2020. Hice reçoit le soutien de Donald Trump le jour-même de sa déclaration de candidature. Malgré des sondages le donnant au coude-à-coude avec le sortant, Raffensberg remporte largement la primaire républicaine dès le premier tour du 24 mai 2022.

## Positions politiques
Jody Hice est un républicain ultraconservateur. Il affirme que l'Islam n'est pas une religion mais « une structure géopolitique complète qui, en tant que telle, ne mérite pas la protection du premier amendement » relatif à la liberté de religion. Il estime également que la tuerie de Sandy Hook est la conséquence « d'avoir fait sortir Dieu de l'espace public » et que « le mouvement homosexuel détruit l'Amérique en cherchant agressivement à détruire les familles traditionnelles, la religion et le mariage dans le but de supprimer toutes les barrières morales de la société ».